# Centropogon talamancensis
Centropogon talamancensis är en klockväxtart som beskrevs av Robert Lynch Wilbur. Centropogon talamancensis ingår i släktet Centropogon och familjen klockväxter. Inga underarter finns listade i Catalogue of Life.

## Bildgalleri

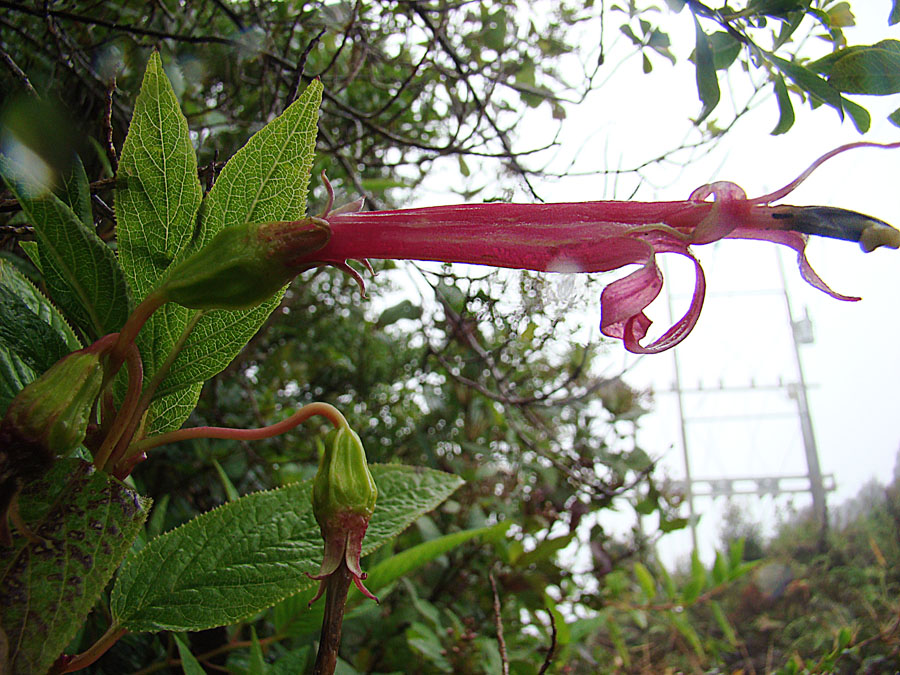
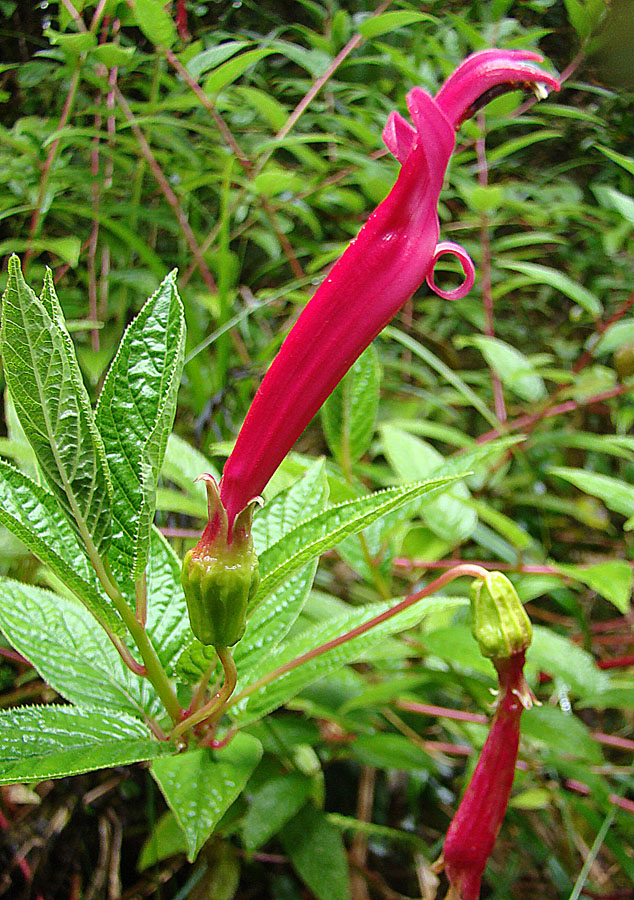
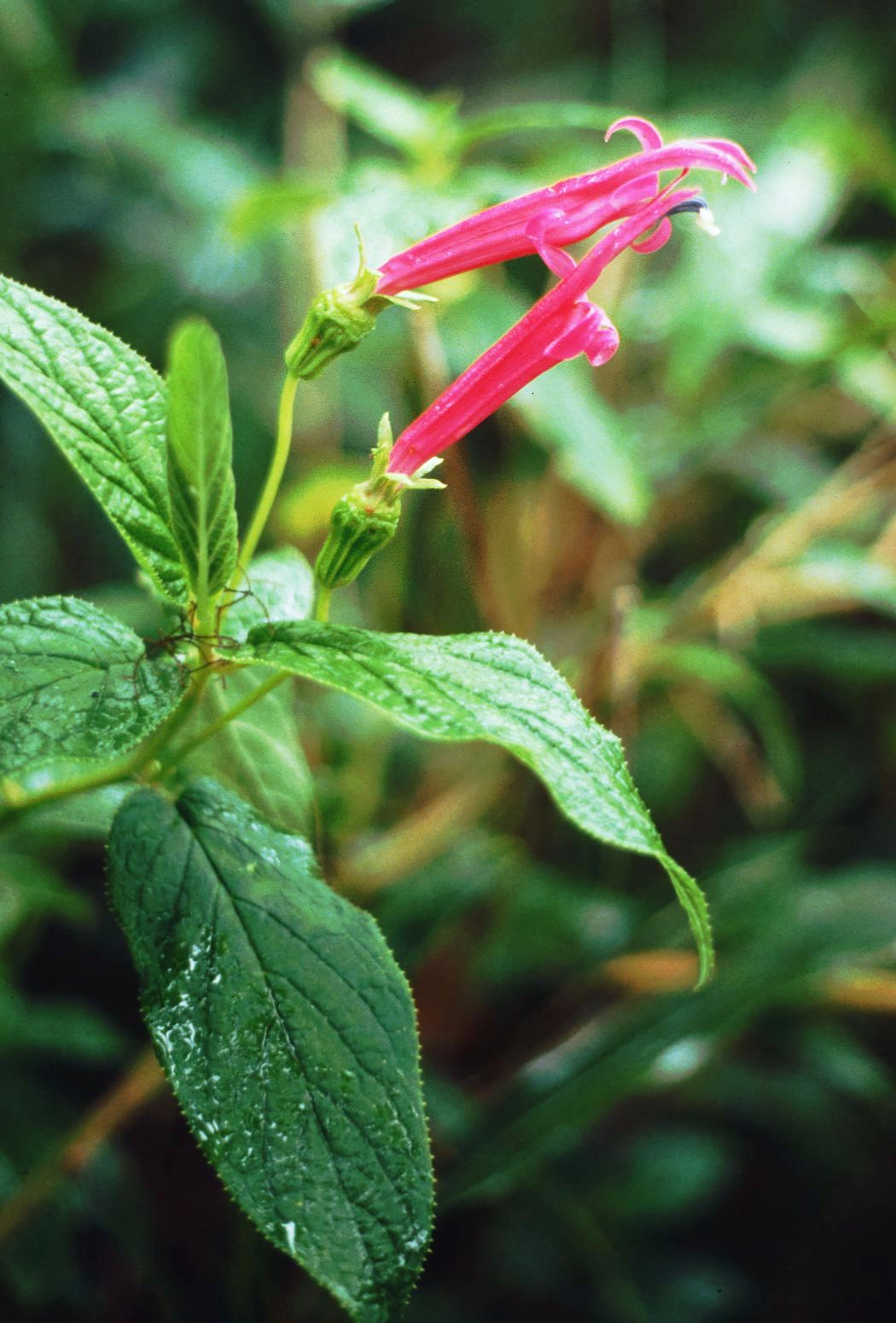